# Spoorlijn Trollhättan - Nossebro
De spoorlijn Trollhättan - Nossebro is een Zweedse spoorlijn van de voormalige spoorwegmaatschappij Trollhättan - Nossebro Järnväg (afgekort: TNJ) gelegen in de provincie Västra Götalands län.

## Geschiedenis
Trollhättan was in de jaren 1880 een snel groeiende stad in de regio. Veel dank de stad aan de uitbreiding van industrie-en elektriciteitsopwekking. Rond 1900 begon inhoudelijke discussies over de oprichting een spoorwegmaatschappij met een traject naar het oosten. Dit onder meer om te kunnen beschikken over een goede verbindingen met de landbouwsector district in Skaraborg en met Västergötland - Göteborg Järnväg (VGJ).
Tijdens een bijeenkomst op 13 juni 1913 werd de Järnvägsaktiebolaget Trollhättan - Nossebro (TNJ) door ingenieur H Nydqvist opgericht.
De bouw werd uitgevoerd door de Deense onderneming Saabye & Lerche uit Kopenhagen. De bouw begon op 1 september 1913 en verliep niet zoals gepland.
Het werk aan de zogenaamde Asaka dijk met een lengte van 7,5 kilometer bij Trollhättan zou een langdurige en hierdoor kostbare zaak worden. Dit was te wijten aan de instabiele spoordijk. De snelheid werd hier beperkt tot 10 km/h. Dit leverde een behoorlijke vertraging op.
Het traject werd op 15 februari 1916 door de provinciale gouverneur van Skaraborg Fabian de Geer geopend.
De werkzaamheden werden op 1 september 1916 afgesloten.

## Sluiting
Op 29 mei 1960 werd het traject voor goederenvervoer gesloten.
In de praktijk waren er sinds 10 juni 1954 al geen regulaire goederentreinen op dit traject.
Het traject werd op 16 juni 1968 voor personenvervoer door de slechte staat van de spoorbaan gesloten.
Het traject werd in de jaren 1968 en 1969 opgebroken.

## Aansluitingen
In de volgende plaatsen was of is er een aansluiting van de volgende spoorwegmaatschappijen:

### Nossebro
- Västergötland - Göteborgs Järnvägar (VGJ) spoorlijn tussen Göteborg en Vara - Skara naar Gullspång / Gårdsjö

### Trollhättan
In Trollhättan was de vestigingsplaats van de NOHAB. NOHAB (eigenlijk Nydqvist & Holm AB sinds 1974 als AB Bofors-Nohab) was een ingenieursbureau gevestigd in Trollhättan sinds 1847 onder de naam Trollhättans Mekaniska Verkstad opgericht door de heren Antenor Nydqvist, Johan Magnus Lidström en Carl Olof Holm. De NOHAB vervaardigde oorspronkelijk landbouwmachines en water turbines. Later, locomotieven, dieselmotoren, drukpersen, militaire uitrusting, apparatuur voor kerncentrales, enz. Na financiële problemen in de jaren 1970 werd de NOHAB in 1986 ontmanteld.
In 1937 start Svenska Aeroplan Aktiebolaget (SAAB) in Trollhättan als fabrikant van militaire vliegtuigen. Na de Tweede Wereldoorlog lag de keuze voor het maken van auto's voor de hand. Met de in de vliegtuigbouw opgedane expertise op het gebied van de luchtweerstand had Saab een goede uitgangspositie voor de auto-industrie. In 1939 werd de concurrent Asja opgekocht en verhuisde het hoofdkantoor van Svenska Aeroplan Aktiebolaget naar Linköping. Reeds in juni 1947 zag het eerste protype het licht: de 92001 ofwel UrSaab, ontworpen door de Saab-fabriek in Linköping. De auto productie bleef in Trollhättan.
- Bergslagernas Järnväg (BJ) spoorlijn tussen Göteborg – Lilla Edet / Kornsjø (grensplaats) verder als Østfoldbanen naar Oslo in Noorwegen / Kil - Grythyttehed
  - Vänernbanan spoorlijn Göteborg en Kil met aansluiting naar Oslo

## Overname
De TNJ werd op 1 januari 1924 door de staat overgenomen en de bedrijfsvoering over gedragen aan de Västergötland - Göteborgs Järnvägar (VGJ) met hoofdkantoor in Skara.
De TNJ werd in 1925 door de VGJ overgenomen en werd op 1 januari 1927 als Trollhättan - Nossebro Nya Järnvägs aktiebolag een dochteronderneming van VGJ

## Genationaliseerd
In mei 1939 nam het parlement een besluit aan om het Zweedse spoorwegnet op een economische wijze te exploiteren. Het nationalisatie kabinet benoemde de Koninklijke Järnvägsstyrelsens raad die door vrijwillige onderhandelingen met de individuele spoorwegmaatschappijen over de aankoop van het spoorwegbedrijf zou voeren.
In de Jaarlijkse Algemene Vergadering op 16 februari 1948 werd de ontwerpovereenkomst voor de verkoop van de VGJ, LSSJ, MMJ, TNJ en STJ aan de staat behandeld.
De VGJ, LSSJ, MMJ, TNJ en STJ werd op 1 juli 1948 door de staat genationaliseerd en de bedrijfsvoering over gedragen aan de SJ en behield zijn hoofdkantoor in Skara.